# Calliroe (Farinelli)
Calliroe (en español, Calírroe) es un melodramma eroico u ópera en dos actos y 23 escenas con música del compositor Giuseppe Farinelli. La obra usa un libreto en italiano de Gaetano Rossi. Se estrenó en La Fenice de Venecia el 3 de enero de 1808 en un programa doble con el ballet de Urbano Garzia Il calunniatore punito ossia Il conte Lenosse.

## Personajes
| Personaje  | Tesitura  | Reparto del estreno, 3 de enero de 1808 (Director:) |
| ---------- | --------- | --------------------------------------------------- |
| Calliroe   | soprano   | Francesca Festa Maffei                              |
| Agenore    | contralto | Augusta Schmaltz                                    |
| Oreso      | tenor     | Francesco Fiorini                                   |
| Pamene     | bajo      | Michele Benedetti                                   |
| Idante     | soprano   | Anna Cajani                                         |
| Euriso     | tenor     | Pietro Vasoli                                       |
| Mintea     | soprano   | Giuditta Favini                                     |
| El oráculo | bajo      |                                                     |